# The Obsolete Man
"The Obsolete Man" is een aflevering van de Amerikaanse televisieserie The Twilight Zone.

## Plot

### Opening
You walk into this room at your own risk, because it leads to the future; not a future that will be, but one that might be. This is not a new world: It is simply an extension of what began in the old one. It has patterned itself after every dictator who has ever planted the ripping imprint of a boot on the pages of history since the beginning of time. It has refinements, technological advancements, and a more sophisticated approach to the destruction of human freedom. But like every one of the super states that preceded it, it has one iron rule: Logic is an enemy, and truth is a menace. This is Mr. Romney Wordsworth, in his last forty-eight hours on Earth. He's a citizen of the State, but will soon have to be eliminated, because he's built out of flesh and because he has a mind. Mr. Romney Wordsworth, who will draw his last breaths in the Twilight Zone.
— Rod Serling

### Verhaal
In een futuristische totalitaire samenleving moet Romney Wordsworth voor de rechter verschijnen omdat hij nutteloos zou zijn. In het dagelijks leven is hij tapijtlegger, maar in het geheim is hij bibliothecaris (iets waar de doodstraf op staat) en een religieus man (ook iets waar de doodstraf op staat). Hij wordt aangeklaagd door de kanselier, die iedereen duidelijk probeert te maken dat de gemeenschap geen behoefte heeft aan mensen als Romney.
Uiteindelijk wordt Romney ter dood veroordeeld, maar hij mag zelf kiezen hoe. Romney maakt zijn keuze nog niet bekend, maar hij wil wel dat zijn executie live wordt uitgezonden. Een camera wordt geïnstalleerd in Romneys kamer, die 24 uur per dag beelden uitzendt naar een nationale tv-zender.
Romney roept de kanselier bij zich. Nauwelijks is de kanselier binnen, of Romney doet de deur op slot en onthult dat hij gekozen heeft te sterven door een bomexplosie. De bom is reeds verborgen in de kamer en zal over 45 minuten afgaan. Hij wil op deze manier de wereld tonen hoe een spirituele man met zijn dood omgaat. Vervolgens begint hij stukken uit zijn bijbel voor te lezen. De kanselier kan niet worden gered door de staat, want dan zou de staat ook een veroordeelde man helpen. Terwijl Romney gewoon rustig blijft lezen, neemt bij de kanselier de paniek toe.
Net voor de bom af zal gaan smeekt de kanselier Romney om hem te laten gaan. Hij breekt uiteindelijk zelf de wet door God te smeken hem te helpen (de staat heeft officieel vast laten leggen dat God niet bestaat). Romney opent de deur en de kanselier kan nog net op tijd wegvluchten. Romney blijft in de kamer achter en sterft in de explosie.
In de slotscène staat de kanselier, nu ontdaan van zijn rang, zelf voor de rechter. Hij wordt er nu zelf van beschuldigd dat hij nutteloos zou zijn.

### Slot
The chancellor, the late chancellor, was only partly correct. He was obsolete, but so is the State, the entity he worshipped. Any state, any entity, any ideology that fails to recognize the worth, the dignity, the rights of man, that state is obsolete. A case to be filed under "M" for mankind—in the Twilight Zone.
— Rod Serling

## Rolverdeling
- Burgess Meredith: Romney Wordsworth
- Fritz Weaver: de kanselier
- Harold Innocent: man in het publiek.

## Achtergrond
Zowel het uniform van de kanselier als dat van Romney heeft een X-vormig teken, mogelijk een verwijzing naar het nazi-hakenkruis. De achternaam van Romney, Wordsworth, is bedoeld om letterlijk genomen te worden: de waarde van het geschreven woord, in dit geval de bijbel.
De aflevering is vooral bedoeld om het fascisme aan de kaak te stellen, evenals andere vormen van Autoritarisme. De aflevering behandelt ook martelaarschap, omdat Romney sterft voor zijn geloof.
Er zijn een aantal culturele referenties verwerkt in de aflevering, waaronder die naar nazi-Duitsland.